# Тутаново
Тутаново — деревня в Первомайском районе Ярославской области России, входит в состав Пречистенского сельского поселения, относится к Игнатцевскому сельскому округу. 

## География
Расположена в 1,5 км на север от деревни Игнатцево и в 44 км на северо-запад от райцентра посёлка Пречистое.

## История
Церковь в селе была построена в 1828 году на средства прихожан. В церкви было три престола: Успения Божией Матери, Святого Пророка Илии и во имя Святителя и Чудотворца Николая. 
В конце XIX — начале XX века село входило в состав Меленковской волости Пошехонского уезда Ярославской губернии.
С 1929 года деревня входила в состав Игнатцевского сельсовета Первомайского района, с 2005 года — в составе Пречистенского сельского поселения.

## Население
| 1859 | 1914 | 2002 | 2007 | 2010 |
| ---- | ---- | ---- | ---- | ---- |
| 66   | ↘54  | ↘4   | ↘3   | ↘2   |